# شمال ويلز

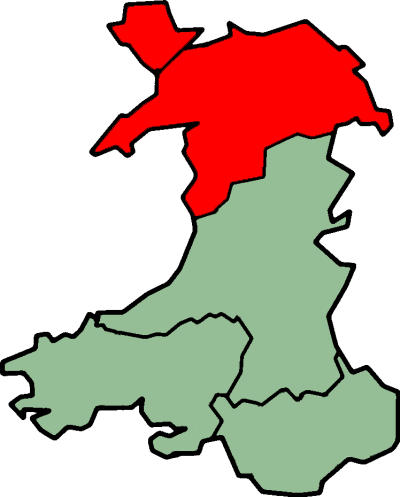
موقع منطقة شمال ويلز

شمال ويلز (بالإنجليزية: North Wales، بالويلزية:Gogledd Cymru)‏) منطقة غير رسمية في أقصى شمال ويلز.

## المعالم
من أشهر معالمها المنتجعات الواقعة على امتداد ساحل ويلز الشمالي، مثلا بلدتي بانغور وخلنددنو، وهوليهد حيث عبارة أيرلندا والحديقة الوطنية المحيطة بتلال سنودونيا المسماة على غرار جبل سنودن.

## المواصلات
- خط سكة حديد شمال ويلز بامتداد الساحل الشمالي
- الطريق الرئيسي 55 بامتداد الساحل الشمالي